# Morales de Valverde
Morales de Valverde ist ein nordwestspanischer Ort und eine Gemeinde (municipio) mit nur noch 150 Einwohnern (Stand: 2024) im Süden der Provinz Zamora in der Autonomen Gemeinschaft Kastilien-León. Neben dem namensgebenden Hauptort Morales de Valverde gehört die Ortschaft San Pedro de Zamudia (seit 1971) zur Gemeinde.

## Lage und Klima
Morales de Valverde liegt am westlichen Rand der Kastilischen Hochebene (Meseta Iberica) in einer Höhe von ca. 720 m. Die Provinzhauptstadt Zamora ist gut 50 Kilometer (Fahrtstrecke) in südsüdöstlicher Richtung entfernt. 
Das gemäßigte Kontinentalklima wird nur selten vom Atlantik beeinflusst.

## Bevölkerungsentwicklung
| Jahr      | 1970 | 1981 | 1991 | 2001 | 2011 | 2021 |
| Einwohner | 320  | 484  | 370  | 292  | 232  | 155  |

## Sehenswürdigkeiten
- Kirche der Unbefleckten Empfängnis in Morales de Valverde
- Peterskirche in San Pedro de Zamudia

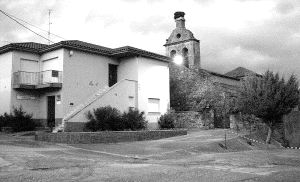
Kirche der Unbefleckten Empfängnis